# Strigocossus tandoensis
Strigocossus tandoensis is een vlinder uit de familie houtboorders (Cossidae). De wetenschappelijke naam van deze soort werd voor het eerst geldig gepubliceerd in 1927 door Bethune-Baker als Azygophleps tandoensis
De soort komt voor in tropisch Afrika.